# Tipula (Lunatipula) musensis
Tipula (Lunatipula) musensis is een tweevleugelige uit de familie langpootmuggen (Tipulidae). De soort komt voor in het Palearctisch gebied.